# Kali Asin (Tanjung Bintang)
Kali Asin is een bestuurslaag in het regentschap Lampung Selatan van de provincie Lampung, Indonesië. Kali Asin telt 3253 inwoners (volkstelling 2010).